# St. Pauli
St. Pauli, Hamburg-St. Pauli – dzielnica miasta Hamburg w Niemczech, w okręgu administracyjnym Hamburg-Mitte. Od 1894 w granicach miasta.
Wraz z główną ulicą dzielnicy Reeperbahn, znana jest jako dzielnica czerwonych latarni z wieloma restauracjami i klubami. W latach 60. w jednym z klubów dzielnicy debiutował zespół The Beatles.